# Austroaeschna unicornis
Austroaeschna unicornis – gatunek ważki z rodziny żagnicowatych (Aeshnidae).